# سوسنوگورسک
شهر سوسنوگورسک (به روسی: Сосногорск) در کشور روسیه و در جمهوری کومی واقع شده‌است.